# Johan Ellefsen (författare)
Johan Fredrik Ellefsen, född 15 juni 1888, död 18 april 1921, var en norsk författare. Han utgav romanerna Doktor Friis och Advokat Wagner.

## Släkt
Johan Ellefsen var son till Birthe Marie von Westen Ellefsen och Olaf Ellefsen (död 1917). Fadern hade teologisk utbildning och undervisade på olika folkskolor i Kristiania. Morfadern Carl Arnoldus Müller var rektor vid Kristiania katedralskole och var även en betydande person inom Oslos teaterkretsar.

## Biografi
Ellefsen läste latinlinjen på Kristiania katedralskole och tog examen artium 1906. Därefter läste han på universitetet, först filologi, sedan nationalekonomi. Under studietiden umgicks han med Arnulf Øverland och Helge Krog. Han blev tvungen att avbryta sina studier på grund av sjukdom och började då skriva samtidigt som han började arbetade extra på Oslos universitetsbibliotek.
Debutromanen Doktor Friis gavs ut 1914 och rosades av kritikerna. 1916 blev han sekreterare vid Det Norske Videnskaps-Akademi. Den andra romanen Advokat Wagner, influerad av den då gryende klasskampen, gavs ut 1917. Romanens huvudperson slits mellan sin sociala medvetenhet och sin rädsla för massan, en inre motsättning som även präglade författaren själv.
1919 sade Ellefsen upp sig från Det Norske Videnskaps-Akademi för att kunna bli en fri författare; hans tjänst skulle övertas av Sigurd Hoel. Han recenserade böcker i Norske Intelligenssedler och Dagbladet samt teater i Morgenposten. 1920 arbetade han med en pjäs, men under vintern insjuknade han och dog våren efteråt.